# 聖卡塔利娜縣

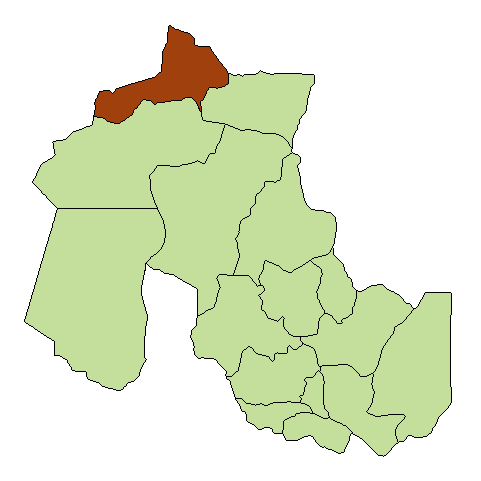

21°56′44″S 66°3′6″W / 21.94556°S 66.05167°W
聖卡塔利娜縣（西班牙語：Departamento de Santa Catalina），是阿根廷的縣份，位於該國西北部胡胡伊省，首府設於聖卡塔利娜，面積2,960平方公里，該地區的地震活動頻繁和低強度，2010年人口2,800，人口密度每平方公里0.95人。